# Waterpoort (Herman Moerkerkplein, 's-Hertogenbosch)
De Waterpoort is een gebouw in 's-Hertogenbosch. Het is een onderdeel van de eerste ommuring van de Vestingwerken. Bij de eerste ommuring waren er twee waterpoorten. Deze waterpoort is de zuidelijke poort. De noordelijke poort stond bij het Sint-Geertruikerkhof. Het gebouw staat op het terrein van het voormalige Groot Ziekengasthuis. Hij bevindt zich in een 16e-eeuws gebouw van het gasthuis.
Het gebouw is gedeeltelijk boven een tak van de Binnendieze gebouwd, die ook voor een gedeelte is gedempt. De Binnendieze vormde rond 1200 een stadsgracht. Bij het gebouw vertakte het riviertje zich in deze stadsgracht en de Marktstroom. Deze Marktstroom werd door de stad geleid vanaf het huidige Herman Moerkerkplein.
Het gebouw de Waterpoort werd geflankeerd door een tweetal ronde torens. De zuidelijke toren is als schil gereconstrueerd tegen een nabijgelegen pand in de Rozemarijnstraat.
De waterpoort grenst aan het Herman Moerkerkplein, vernoemd naar de in 's-Hertogenbosch geboren tekenaar Herman Moerkerk. Er is een bronzen beeldengroep geplaatst van Dieske (1992). Volgens een volksverhaal uit de 15e eeuw zou een jongetje al plassend in de Dieze vijandige Geldersen hebben opgemerkt om daarna met succes alarm te slaan.